# Mordechai Breuer
Pour les articles homonymes, voir Breuer (homonymie).
Mordechai Breuer (hébreu : מָרְדְּכַי בְּרוֹיֶאר) ; (14 mai 1921 – 24 février 2007) est un rabbin orthodoxe israélien d'origine allemande. Il est l'un des plus grands experts mondiaux en Tanakh (Bible hébraïque), particulièrement remarqué pour ses travaux autour du Codex d'Alep.
Il est le cousin germain de l'historien également nommé Mordechai Breuer . Breuer est l'arrière-petit-fils du rabbin Samson Raphael Hirsch.

## Biographie
Né en 1921, Mordechai Breuer est le fils de Samson et Else Leah Breuer. Son grand-père paternel est le rabbin Dr Salomon Breuer, gendre du rabbin Samson Raphael Hirsch. Après la mort de sa mère alors que Mordechai est un jeune enfant, son père épouse Agatha Jeidel. À douze ans, lui et sa famille émigrent en Palestine britannique. C'est là qu'il étudie à la Yechiva de Hébron et à la Yeshiva Kol Torah. Il enseigne le Tanakh dans plusieurs yeshivot et écoles en Israël à partir de 1947, dont la Yeshivat Har Etzion. En 1999, il reçoit le Prix Israël pour littérature rabbinique originale. Il est également récompensé d'un doctorat honorifique de l'Université hébraïque de Jérusalem.

## Contribution littéraire
Mordechai Breuer soutient qu'il n'existe qu'une seule version correcte du texte du Tanakh, toutes les variantes de cette édition seraient donc des erreurs. Sa méthode pour rétablir ce texte correct et sa ponctuation est d'abord éclectique, fondée sur d'anciens manuscrits, et l'édition vénitienne de Mikraot Gedolot, ainsi que sur leurs notes massorétiques et des notes de Wolf Heidenheim et Minḥat Shai (Rabbi Salomon Norzi). Il a plus tard accès au Codex d'Alep, datant du Xe siècle, et y trouve une correspondance presque parfaite avec les résultats de ses travaux, renforçant la thèse d'une unique édition correcte. Son édition est publiée pour la première fois par le Mossad Harav Kook dans la série Da'at Mikra et dans un volume séparé. Elle est revue en 1998 et 2001 par différents éditeurs. La dernière édition en est l'édition moderne du Tanakh connue sous le nom de Keter Yerushalayim (hébreu : כתר ירושלים, lit. : "couronne de Jérusalem"). Celle-ci se fonde graphiquement sur le Codex d'Alep et fait désormais office de Tanakh officiel de l'Université hébraïque de Jérusalem et de la Knesset israélienne.
Mordechai Breuer se fait connaître pour la méthode qu'il développe, Shitat Habechinot (« l'approche examinative »), qui suggère que les différents styles et tensions internes présents dans le texte biblique représentent différentes « voix » de Dieu ou de la Torah, qui ne peuvent être fusionnées sans perdre leur identité. Selon lui, Dieu composa la Torah de « plusieurs perspectives… chacune constituant une vérité, [car] c'est seulement la combinaison de ces vérités qui exprime la vérité absolue ». L'application de cette approche fournit un cadre alternatif à l’hypothèse documentaire, selon laquelle la Torah aurait été écrite par plusieurs auteurs.
Dans son livre en deux volumes Pirkei Moadot (1986), Breuer aborde vingt-huit sujets, il s'agit pour la plupart des fêtes du calendrier hébraïque comme Shabbat, Pessa'h, Chavouot et Hanoukka. La majorité des traités y discutent du peshat, explicitation du texte biblique (loi écrite) au premier degré, et tentent de clarifier son lien à la halakha ou loi rabbinique. Quelques essais abordent des questions de loi orale. Par exemple, dans l'un de ses essais sur Pessa'h, il explique l'évolution de l'ordre des différentes parties du Seder de Pessa'h depuis la destruction du Temple. À l’origine, le korban Pessa’h était consommé après la récitation du kiddouch et la première coupe de vin. la forme actuelle du Seder telle que présentée dans la Haggadah d'aujourd'hui. Dans l'introduction, il expose sa méthodologie quant à la clarification du peshat du texte biblique et la démontre ensuite dans plusieurs essais.
Il est l'auteur de cinq autres ouvrages : un sur le Codex d'Alep, un sur Taamei Hamikra, Pirkei Bereishit, Pirkei Mikraot et Pirkei Yeshayahu. Breuer et son cousin du même nom ont également traduit ensemble le commentaire de Samson Raphael Hirsch sur le Pentateuque de sa langue originale, l'allemand, à l'hébreu.

## Honneurs
- 1984 : prix Bialik pour la pensée juive[3].
- 1999 : Prix Israël pour la littérature rabbinique – recherche originale sur la Torah[4].